# Universidad de Tampa
La Universidad de Tampa (University of Tampa en inglés) es una universidad privada mixta ubicada en el centro de la ciudad de Tampa, en el estado de la Florida, Estados Unidos. Esta institución está acreditada por la Asociación Sureña de Colegios y Escuelas (SACS) desde 1951.
La universidad de Tampa ofrece más de 100 titulaciones de grado, además de programas de maestría en administración de negocios, contabilidad, finanzas, educación, mercadotecnia, y enfermería.  De acuerdo con el “Princeton Review”, que es una empresa estadounidense que categoriza a las mejores universidades por medio de un rango, estableció en el año 2007 que la facultad de negocios (conocida en inglés como John H. Sykes College of Business) se encuentra entre las mejores 45 escuelas de negocios.

## Historia
La universidad de Tampa fue fundada por Frederic Spaulding en 1931, originariamente con el nombre de “Tampa Junior College”, y fue establecida para servir como una institución de educación superior en la costa oeste del estado de la Florida.  En 1933, la universidad se trasladó a su ubicación actual, en el antiguo hotel conocido como “Tampa Bay Hotel” en el centro de la ciudad de Tampa.  Con esta reubicación, se ampliaron las edificaciones, y Spaulding decidió expandir la magnitud de su proyecto inicial de una institución a una universidad, y de esta manera nació la Universidad de Tampa. En 1941 la ciudad de Tampa firmó un contrato de arrendamiento con la universidad por el uso del hotel, durante un periodo de 99 años, por el valor de un dólar por año. El contrato de arrendamiento excluyó el ala sureste del hotel, debido a que ahí se albergaría el museo “Henry  B. Plant”. La universidad prosperó en las siguientes décadas, convirtiéndose en una respetada institución educativa en el área de la bahía de Tampa.
El 28 de enero de 2010 Barack Obama realizó una visita oficial a la Universidad de Tampa, convirtiéndose en el primer presidente de los Estados Unidos que visita el campus durante su mandato. El evento contó con la participación de alrededor de 3000 personas y fue la primera aparición pública de Obama después de su Discurso del Estado de la Unión.

## Campus

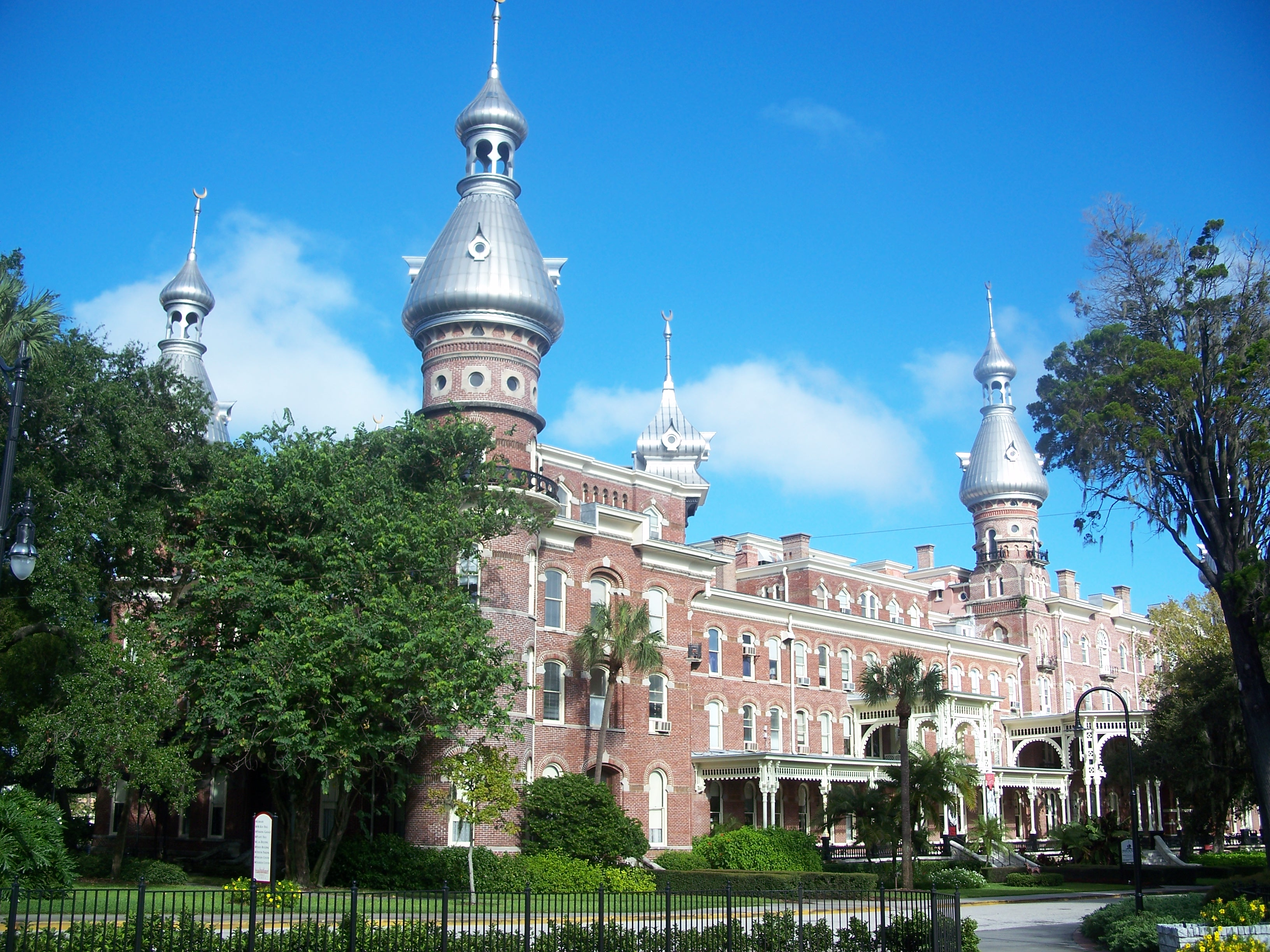
Edificio conocido como Plant Hall, perteneciente al estilo arquitectónico mudéjar. En el pasado fue el antiguo hotel Tampa Bay Hotel.

El campus tiene una extensión de un promedio de 90 acres o 36 hectáreas. El edificio conocido como Plant Hall es la construcción principal del complejo universitario y pertenece al estilo arquitectónico mudéjar. Es además uno de los más importantes ejemplos del renacimiento morisco en la arquitectura del sureste de los Estados Unidos. El complejo arquitectónico está flanqueado en su cubierta por varios minaretes, razón por la cual se le denominó al periódico estudiantil con el nombre de The Minaret. En el pasado esta edificación albergó el antiguo hotel Tampa Bay Hotel que ha sido reconocido como un Lugar Histórico Nacional de los Estados Unidos, y el cual fue construido en 1981, por Henry B. Plant. El Plant Hall, aparte de ser la ubicación principal de las oficinas administrativas y de la facultad, aloja el museo Henry B. Plant Museum y algunas aulas educativas. El museo regularmente realiza exhibiciones especiales, las cuales generalmente tienen como temática los últimos años del siglo XIX. El campus también incluye el antiguo auditorio McKay, construido en 1920 y refaccionado en los años 1990, para convertirse en la facultad de negocios llamada John H. Sykes College of Business.
El campus de la Universidad de Tampa es relativamente pequeño, para una institución que tiene más de 5.600 estudiantes inscritos. Al lado este, la universidad limita con el río Hillsborough, y al sur con el bulevar Kennedy. Algunas expansiones del campus se han realizado en dirección norte y este, debido a la compra de solares vacantes y secciones de terreno de la escuela Tampa Preparatory School. 
A pesar de que la universidad está localizada en un área metropolitana, está cubierta por una variada vegetación que incluye palmeras, robles, rosales y azaleas. En el campus universitario también se encuentra el parque Plant Park, que está ubicado frente a la entrada principal del edificio Plant Hall. Este parque está abierto al público, a toda hora, y exhibe cañones provenientes de la fortaleza del puerto de Tampa, y un conjunto escultórico que representa el fuego, el cual es usado como punto de referencia para las reuniones de varias organizaciones universitarias. Este parque tiene en su paisaje árboles de banano, y robles. Además hay un roble donde supuestamente Hernando de Soto se reunió con el jefe de una de las tribus locales en 1539, cuando desembarcó en lo que hoy en día es Tampa.
Además, el emplazamiento del campus corresponde a la antigua ubicación de la Feria de Tampa. De hecho existe una placa conmemorativa que señala el sitio donde Babe Ruth realizó en 1919 el home run más largo de su historia y posiblemente el más largo de esa época.

## Información académica

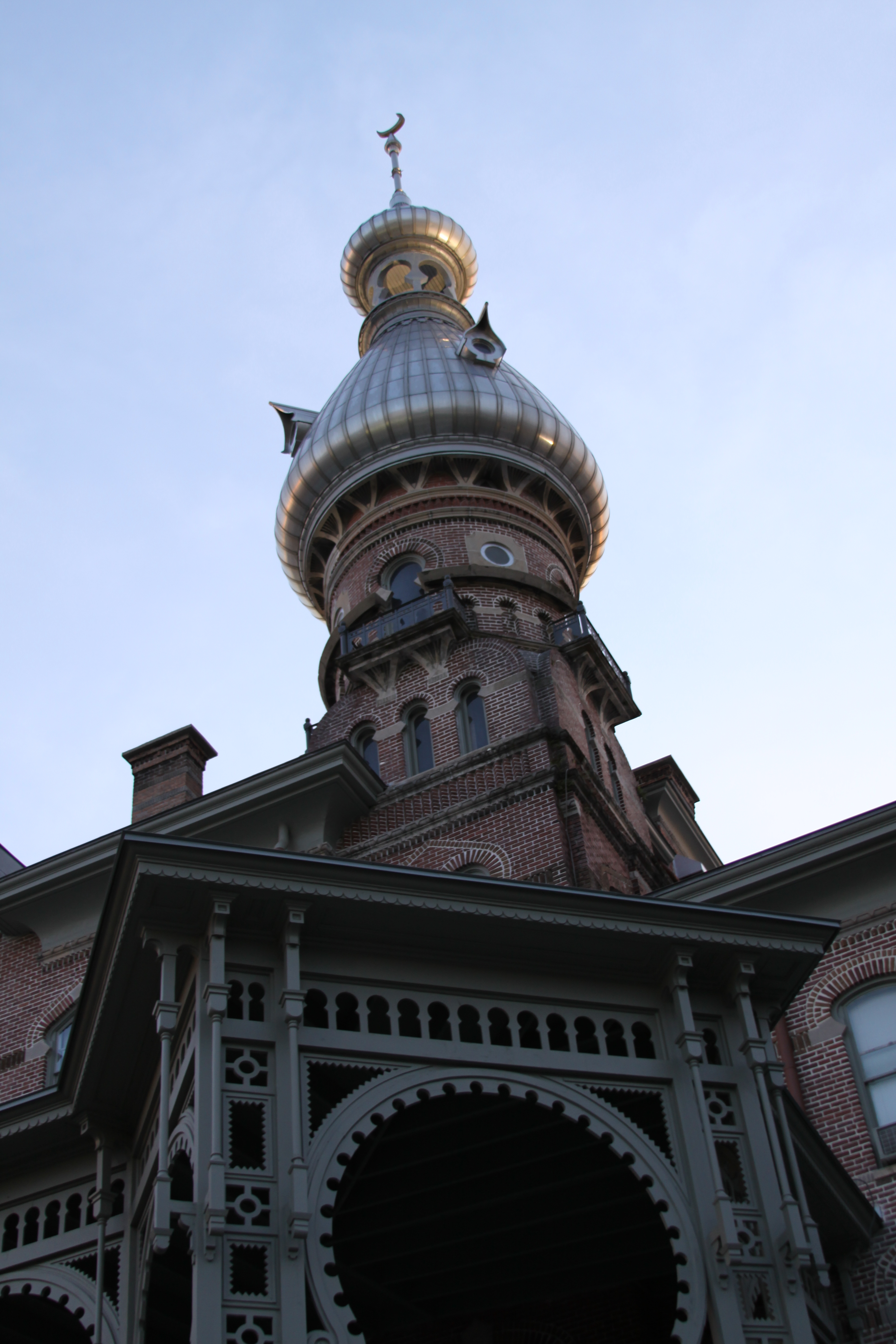
Uno de los minaretes de la Universidad de Tampa.

La universidad de Tampa ofrece aproximadamente 100 programas de pregrado. La escuela de maestrías proporciona nueve títulos de posgrado y diez campos diferentes de concentración, y está acreditada por la Asociación avanzada de escuelas universitarias de negocios (en inglés Association to Advance Collegiate Schools of Business). La universidad también posee una escuela nocturna para ambos niveles de educación (pregrado y posgrado). El tamaño de las clases es pequeño, donde se mantiene la proporción de un profesor para quince estudiantes. Esta institución no utiliza asistentes de cátedra para impartir las asignaturas. 

## Centros docentes
Desde el año 2007, la universidad está organizada en cuatro facultades y una escuela de posgrado:
- Facultad de ciencias naturales y ciencias de la salud
- Facultad de matemáticas, educación y ciencias sociales
- Facultad de negocios
- Facultad de arte y letras
- Escuela de posgrado

Algunos de los programas de estudio más populares  de la universidad incluyen comunicación, biología, oceanografía, administración de empresas, criminología y un programa de cuatro años de enfermería. 
Para ayudar a los estudiantes a obtener su título, la universidad ofrece varios centros de aprendizaje. El centro de excelencia académica (ACE) provee a los estudiantes tutoría gratuita en una variedad de temas y la asistencia es impartida por estudiantes que han concluido la asignatura con una calificación de A, y han pasado un examen riguroso de aptitud en el área de su tutoría. El centro de escritura Saunders, proporciona un servicio gratuito de edición y revisión de documentos que incluyen desde trabajos de investigación hasta currículos vítae.
Aparte de estos servicios, la universidad de Tampa fue una de las primeras instituciones educativas en implementar un programa de orientación de dos semestres para los estudiantes de primer año. Estas clases son enseñadas por profesores voluntarios de la universidad, que se ofrecen durante una hora cada semana, y cubren temas como administración del tiempo, consejos prácticos para estudiar, la historia de la universidad y de la bahía de Tampa. Asimismo, los profesores asisten a cada estudiante a seleccionar y programar las materias para el segundo y tercer semestre, también a elegir un consejero académico, que es un profesor que le guiará durante toda su carrera.  
La universidad de Tampa también ofrece una variedad de opciones de estudios en el extranjero, que son dirigidos por los profesores. La universidad es un miembro asociado del Consejo Europeo de Escuelas Internacionales (ECIS).  
Esta universidad tiene un programa de honores, el cual permite a los estudiantes ir más allá del aula y el trabajo regular del curso, a un estudio de una proporción de uno a uno con la facultad a través de tutoriales de enriquecimiento, estudios de honores en el extranjero, pasantías, investigaciones y clases al alcance de la comunidad.

## Instalaciones

### Residencias estudiantiles
Alrededor del 70% de los estudiantes viven en el campus de la universidad. Esta institución ha sido reconocida por sus alumnos y visitantes, por poseer algunos de los mejores dormitorios universitarios de la región. De los nueve edificios de residencia estudiantil existentes, sólo tres fueron construidos antes de 1998. Los últimos dormitorios estudiantiles fueron edificados durante el 2006 y el 2007. Sin embargo, todas las edificaciones de vivienda estudiantil son mixtas, y tienen conexión de Internet por banda ancha.

## Estudiantes
La universidad de Tampa tiene  aproximadamente 5.600 estudiantes provenientes de 50 estados diferentes de los Estados Unidos. Muchos estudiantes vienen de los estados del norte y noreste, atraídos por el clima caliente, las playas cercanas, y la belleza del campus.  Cerca de la mitad del alumnado está conformado por estudiantes de la Florida. Además, más de 100 países se encuentran representados en el cuerpo estudiantil. De acuerdo con las estadísticas del año 2007, 61% del alumnado son mujeres  y el 39% son hombres.

### Antiguos alumnos distinguidos
| Alumno                       | Notabilidad |
| ---------------------------- | --- |
| Dick A. Greco (1956)         | Ex alcalde de Tampa |
| James Kennedy (1958)         | Ministro presbiteriano, escritor y personalidad de la televisión evangelista.                                          |
| Joanie Laurer - Chyna (1992) | Actriz estadounidense y luchadora profesional.                                                                         |
| Scott Leonard (1987)         | Cantante del grupo Rockapella.                                                                                         |
| Bob Martinez (1957)          | Exalcalde de Tampa y ex gobernador de la Florida.                                                                      |
| Tino Martinez (1989)         | Jugador retirado de primera base de béisbol.                                                                           |
| John Matuszak (1973)         | Antiguo jugador de fútbol americano y actor de cine, reconocido por su papel de Sloth en la película Los Goonies.      |
| Juan Camilo Mouriño (1993)   | Secretario de Gobernación en el gobierno de Felipe Calderón Hinojosa.                                                  |
| Paul Orndorff (1972)         | Luchador profesional conocido profesionalmente como "Mr. Wonderful".                                                   |
| Pete Peterson (1976)         | Primer embajador de los Estados Unidos en la República Socialista de Vietnam y congresista estadounidense (1991-1997). |
| Lou Piniella (1969)          | Entrenador del equipo Chicago Cubs y exjugador de béisbol.                                                             |
| Christopher Sullivan (1987)  | Periodista deportivo y exjugador de fútbol americano.                                                                  |